# Batterij Deutschland

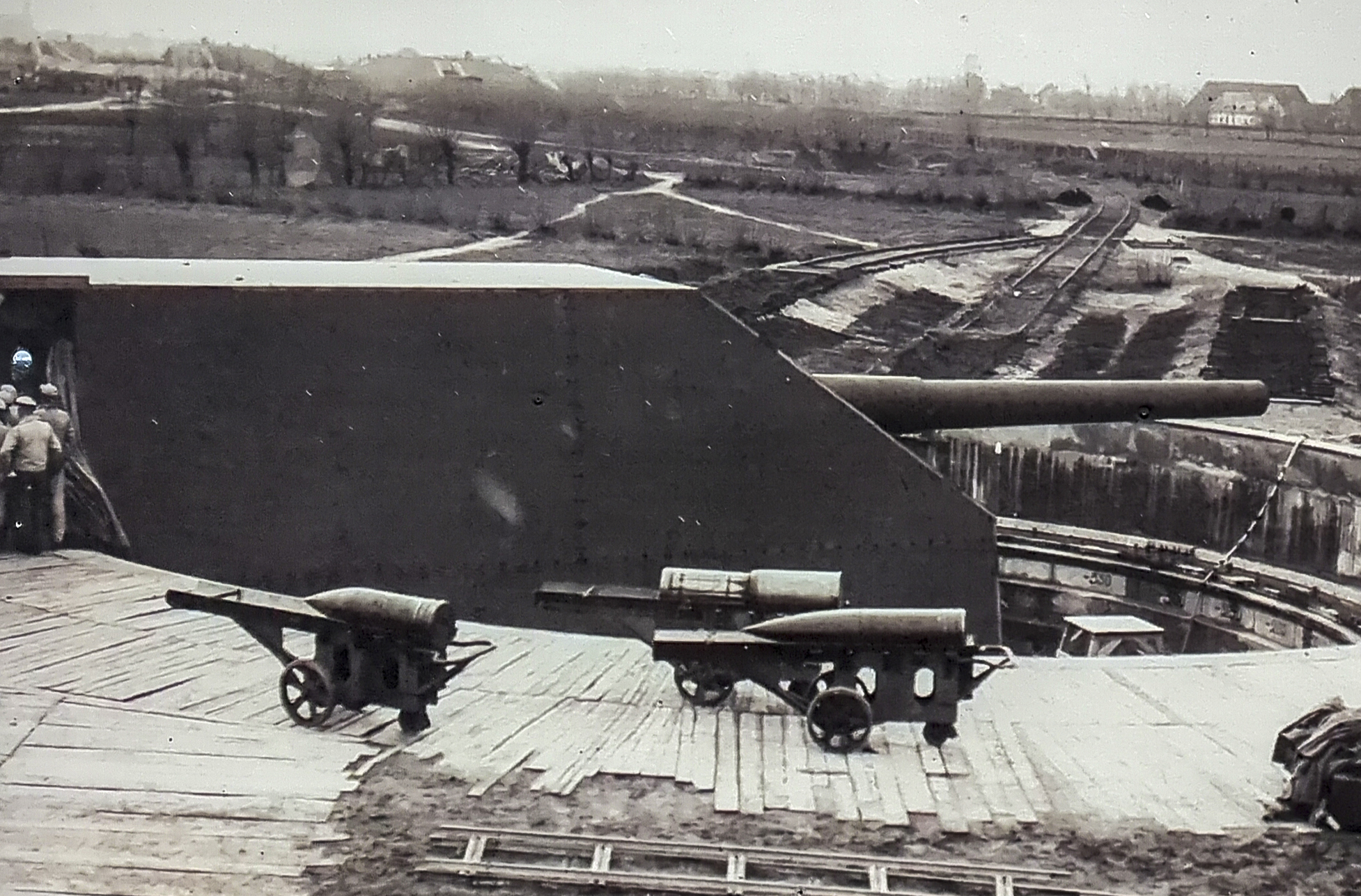
Batterij Deutschland

Batterij Deutschland was een kustbatterij tijdens de Eerste Wereldoorlog, van het Duitse legeronderdeel Marinekorps Flandern, bedoeld als kustverdediging. In Bredene, aan de hoek van de Koerslaan en Batterijstraat, stonden eerst twee, later vier scheepskanonnen van 38 cm (38 cm S.K.L./45) opgesteld, gericht op de kuststreek. De geallieerden noemden de batterij Jakobinessenhof, naar het dichtbijgelegen landbouwhof. Het was de eerste van de kustverdediging.
Naast batterijen en geschutstellingen bouwden Duitsers ook observatiebunkers, afweerstellingen en vuurleidingsbunkers in Bredene.

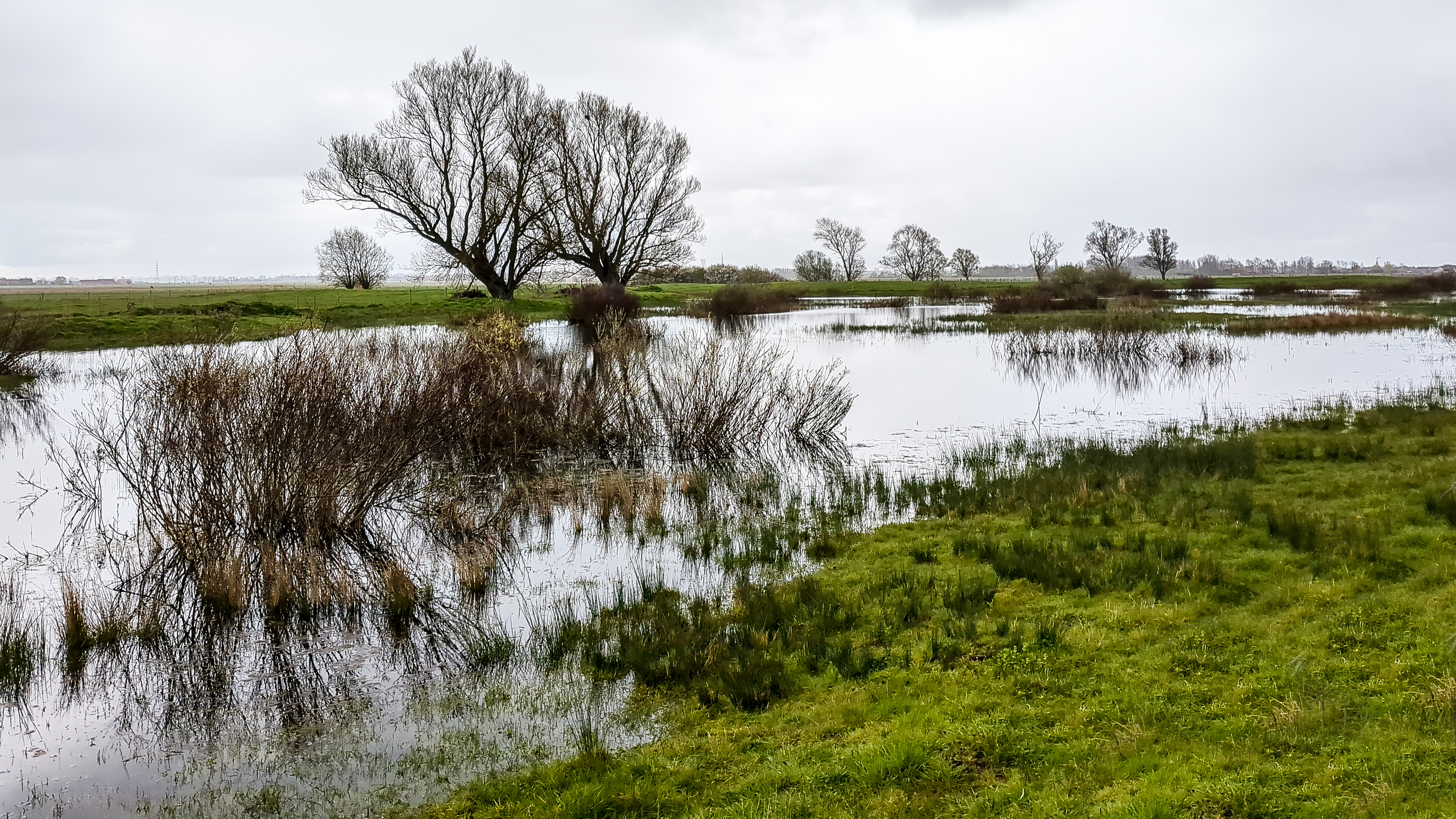
Locatie van de verdwenen batterij

De kanonnen hadden een bereik van 34 tot 42 km, afhankelijk van de gebruikte munitie en omstandigheden. Bij ideale omstandigheden reikten de kanonnen 55 km ver. Zevenhonderd arbeiders startten de bouw in september 1915 door 20 m brede en vijf meter diepe beddingen aan te leggen. Op 27 juni 1917 beschoot de batterij Veurne en Adinkerke. Er waren vier betonnen munitiebunkers en een elektro-aggregaatbunker aanwezig. Ze waren overdekt met aarde en beplant met gras zodat ze eruitzagen als moderne tumuli. De stukken werden elektrisch bediend via de aggregaten. 
De manschappen verbleven ter plaatse in houten barakken of werden in Bredene-Dorp ingekwartierd. Om de batterij te bevoorraden werd er een lijn afgetakt van de buurtspoorwegen die dwars door alle munitiebunkers liep. Aanvoer gebeurde ook via de weg tussen Bredene en Klemskerke. 
Bij hun aftocht in 1918 bliezen ze de kanonnen op waarbij een kulas meer dan 100 m werd weggeslingerd.
Na de oorlog bouwde men de batterij om tot toeristische bezienswaardigheid en trok ze oorlogstoeristen die de slagvelden wilden bezoeken. In 1939 werden de Lange Maxen verkocht als oud ijzer. De bunkers en schietputten zijn in de jaren 1950 gesloopt. Een poel, bij nat weer gevuld met water geeft aan waar een der vier kanonnen stond. Aan de overkant van de straat staan de ruïnes van de voormalige hippodroom van Bredene. Het gebied is afgerasterd en niet toegankelijk voor het publiek.

## Galerij

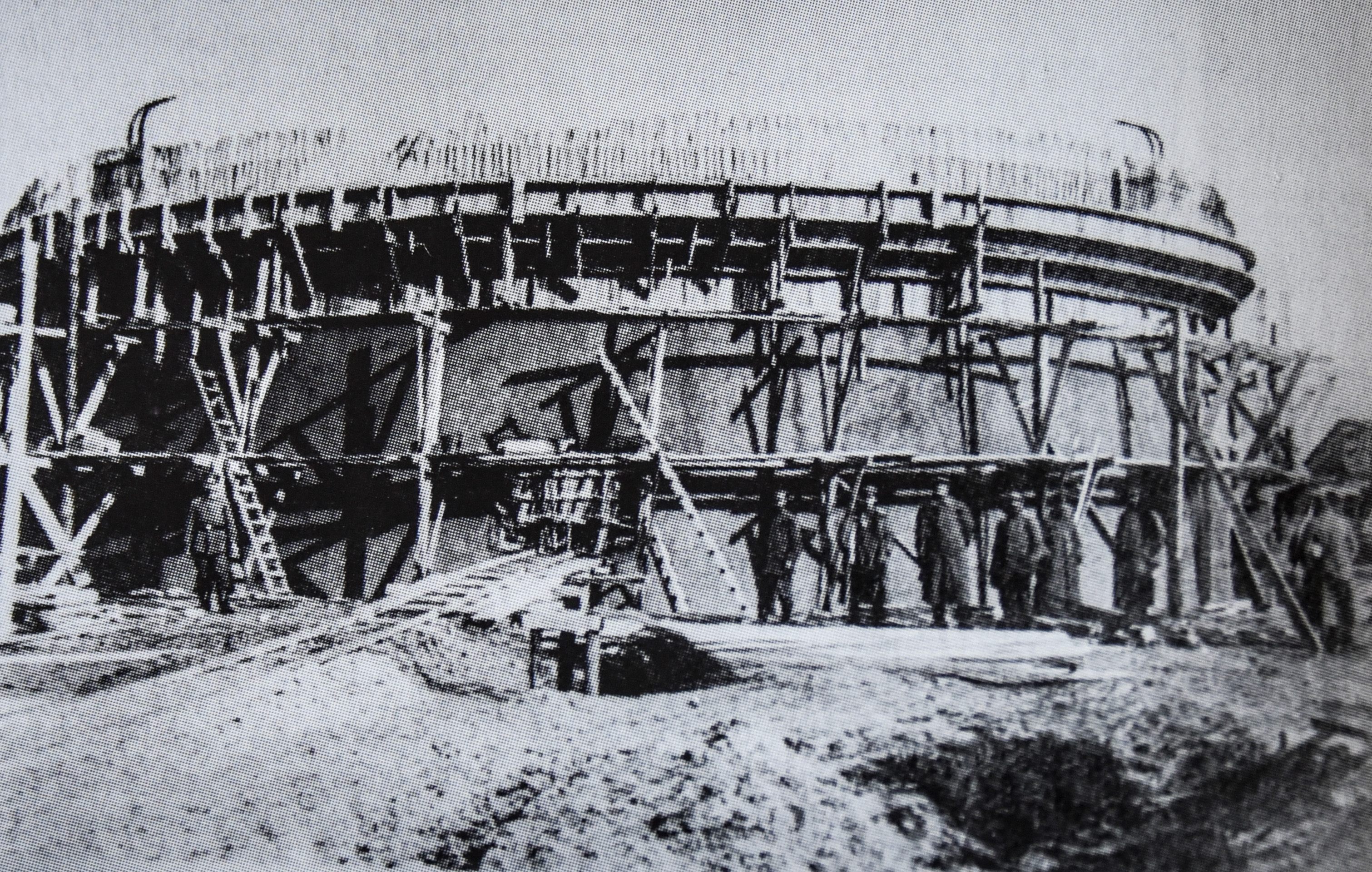
Een geschutsbedding
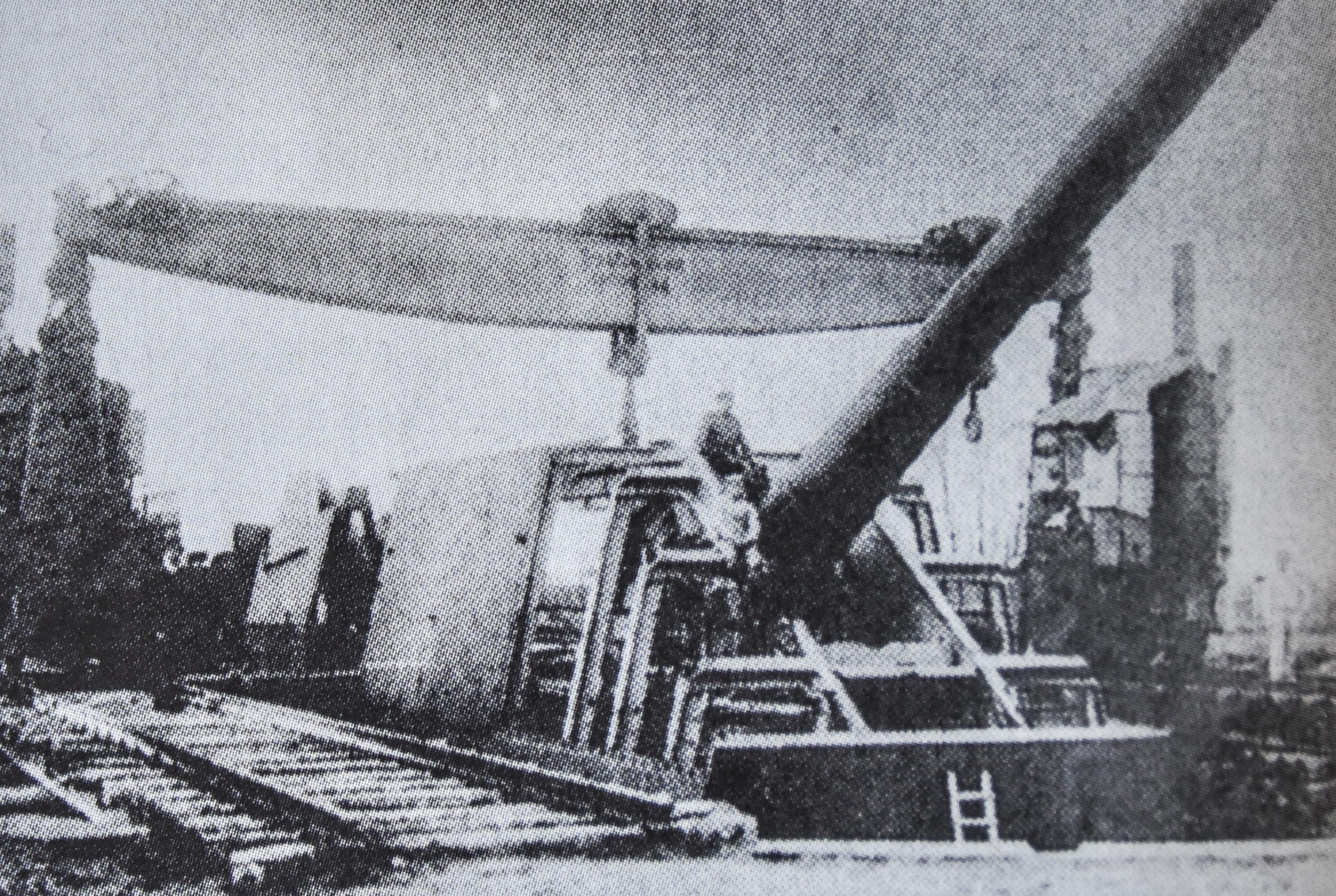
Pantsertoren van een geschut
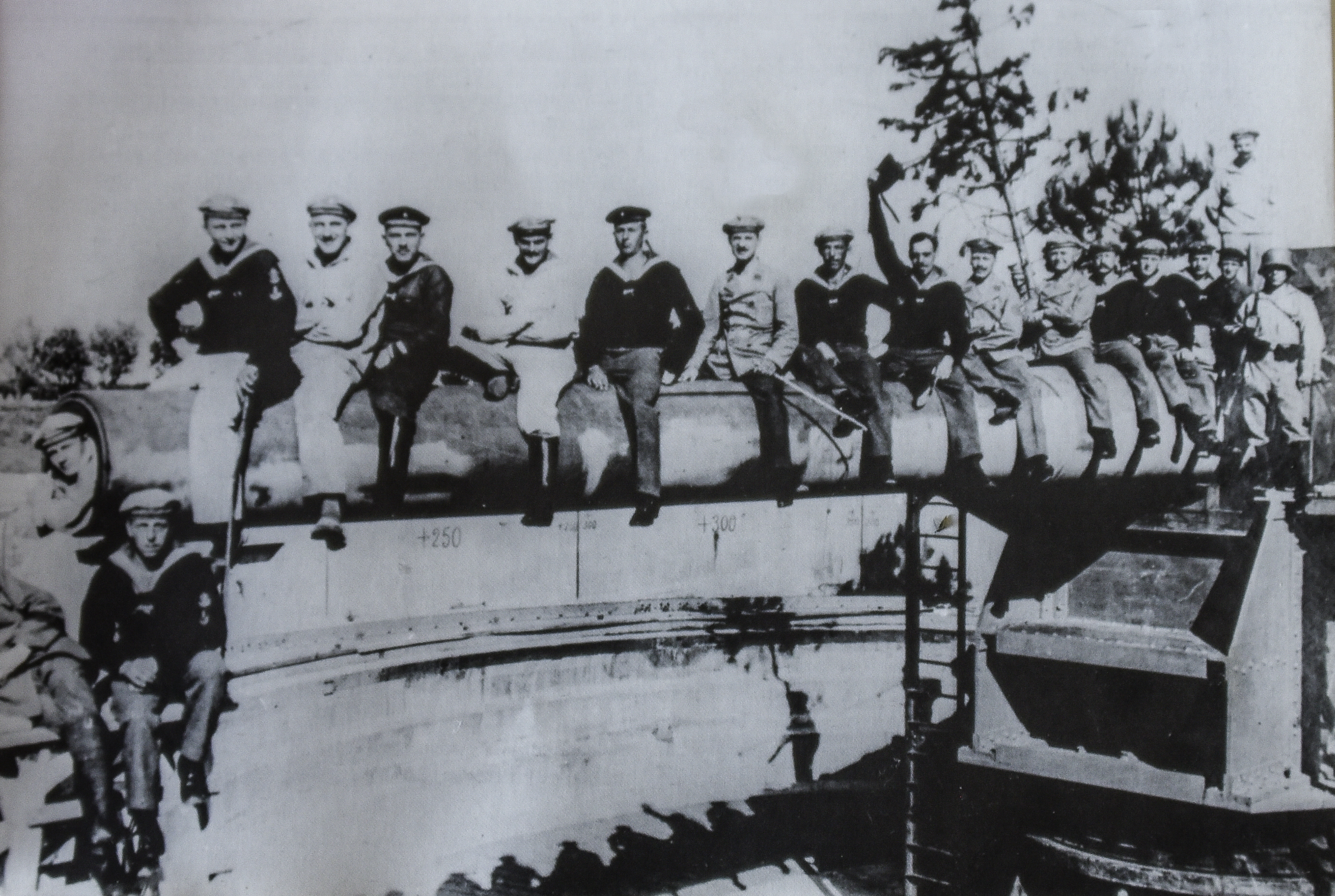
Loop van een stuk